# Televisão São-tomense
Televisão São-tomense oder Televisão Santomense (kurz TVS) ist der öffentlich-rechtliche Fernsehsender des afrikanischen Inselstaats São Tomé und Príncipe. Er wird von der Regierung von São Tomé und Príncipe (Governo de São Tomé e Príncipe) unterhalten.

## Geschichte
Der Sender startete 1992 als staatliches Fernsehen Televisão São-tomense und wird seit 2011 durch das neu gegründete öffentlich-rechtliche Unternehmen STP Comunicações betrieben.

## Programm
Die Station und die zugehörigen Büros befinden sich in der Nachbarschaft von Fruta, nur etwa einen Kilometer südsüdwestlich des Zentrums von São Tomé.
Lange Zeit war der Sender die einzige Fernsehanstalt im Land.
Das Network überträgt die Spiele der Fußball-Clubs in der São Tomé First Division und der Príncipe Island League, sowie die Regional-Cups der Inseln, São Tomé Island Cup und Príncipe Cup. Es überträgt auch die komplette Berichterstattung des Campeonato Santomense de Futebol (São Tomé and Príncipe Championship) und des Taça Nacional de São Tomé e Príncipe (São Tomé e Príncipe Cup), sowie den Super Taça de São Tomé e Príncipe (São Tomé and Príncipe Super Cup), sowie weitere Sportveranstaltungen.